# تپه میانکولان پارودبار
تپه میانکولان پارودبار مربوط به دوره ساسانیان -قرون اولیه دوران‌های تاریخی پس از اسلام است و در شهرستان رودبار، بخش عمارلو، روستای پارودبار واقع شده و این اثر در تاریخ ۱۴ مرداد ۱۳۸۲ با شمارهٔ ثبت ۹۳۸۳ به‌عنوان یکی از آثار ملی ایران به ثبت رسیده است.